# Marta Buchaca Alemany
Marta Buchaca Alemany   (Barcelona, 1979) és una autora teatral i guionista catalana.

## Trajectòria
Llicenciada en humanitats per la Universitat Autònoma de Barcelona, s’ha format com a dramaturga al Centre d'Études Théâtrales de Louvain la-Neuve a Bèlgica, a l'Institut del Teatre i a l’Obrador de la Sala Beckett.
És autora de L’olor sota la pell (Sala Beckett, 2005), Emergència (2006), En conserva (IT, 2007), Plastilina (Sala Beckett, 2009), Les nenes no haurien de jugar a futbol (Festival Grec i Versus teatre, 2009, Teatros del Canal, 2014), A mi no em diguis amor (TNC, 2010, Projecte t6), L’any que ve serà millor (Teatre Villarroel, Teatro Bellas Artes de Madrid, 2012), escrita juntament amb Mercè Sarrias, Carol Lopez i Victòria Spunzberg, Litus (Sala Flyhard, Teatre Lliure, 2012), Losers (Sala Villarroel, 2014, Teatro Bellas Artes, 2015), El cim, forma part del projecte ADA (Power-Potere-Poder), amb Neil Labute i Marco Calvani (Sala Beckett, Juliol 2016 ,La Mama theatre de Nova York, Gener 2017), Kramig, (Semifinalista del Torneo de dramatúrgia de Madrid al Teatro Español), Una familia normal, Playoff (Teatre Conde Duque de Madrid, 2018), Només una vegada (Festival Grec, 2018), Rita (Sala Beckett, 2019).
En teatre familiar, és autora de l’adaptació d’Alícia al país de les meravelles, (Teatre Romea, 2016 i 2017) i de la cantània de l’Auditori La nit dels malsons, (Auditori de Barcelona, 2017).
Ha treballat com a guionista de televisió a El Cor de la ciutat i La Riera (TV3).
En cinema ha escrit el guió de les adaptacions de les seves obres Les nenes no haurien de jugar a futbol, dirigida per Sonia Sanchez el 2017 i Litus, dirigida per Dani de la Orden el 2018.
L'any 2020 va rebre una de les Beques per a la creació literària de la Institució de les Lletres Catalanes pel projecte Quant temps em queda?.

## Estrenes[3]
- 2005. L’olor sota la pell. Sala Beckett.
- 2006. Emergència. Teatre Romea.
- 2007. En conserva. Institut del Teatre.
- 2009. Les nenes no haurien de jugar a futbol. Festival Grec i Versus Teatre.
- 2009. Plastilina. Sala Beckett.
- 2010. A mi no em diguis amor. Teatre Nacional de Catalunya.
- 2011. L’any que ve serà millor. La Villarroel. Escrita en col·laboració amb Mercè Sarrias, Carol López, Victoria Szpunberg.
- 2012. Litus. Sala FlyHard, Teatre Lliure.
- 2013. Losers. La Villarroel.
- 2016. El cim. Sala Beckett. Dins del projecte Ada (Autor dirigeix Autor), amb Neil Labute i Marco Calvani.
- 2017. La nit dels malsons. L’Auditori de Barcelona (La Catània, projecte del Servei Educatiu). Música d’Àlex Martínez.
- 2017. Kraming. Semifinalista en el Primer Torneig Espanyol de Dramatúrgia.
- 2018. Alícia al País de les meravelles. Teatre Romea.
- 2019. Rita. Sala Beckett.
- 2019. Només una vegada. Festival Grec.
- 2019. Playoff. Teatro Conde Duque de Madrid.

## Obra publicada[3]
- 2006. L’olor sota la pell. Tarragona: Arola.
- 2008. Plastilina. Barcelona: Edicions 62 (El Galliner Teatre).
- 2010. A mi no em diguis amor. Tarragona: Arola.
- 2014. Las niñas no deberían jugar al fútbol. Madrid: Ediciones Antígona.
- 2017. Una família normal. València: Bromera.
- 2018. Només una vegada. Tarragona: Arola.
- 2019. Marta Buchaca (2005-2018). Tarragona: Arola.
- 2022. Sis mesos d'hivern. Barcelona: Navona (novel·la).

## Premis i reconeixements
Les seves obres han obtingut diversos premis, entre els quals: Premi Joaquim Bartina 2015 per l’Olor sota la pell, finalista del III Premi Fundació Romea de textos teatrals, per Emergència, el XXXV Premi de Teatre Ciutat d'Alcoi i l’accèssit del Premi Marqués de Bradomín 2007, per Plastilina, el Premi Max a millor autor teatral en català per L’any que ve serà millor, Litus va ser nominada als premis Butaca com a millor espectacle de petit format i Losers fou finalista al Torneig de Dramatúrgia Catalana de Temporada Alta. Per Una familia normal va rebre el XI Premi de teatre Palanca i Roca. Com a guionista va guanyar el premi a millor guió al Festival Zoom 2014, per l’adaptació a tvmovie de Les nenes no haurien de jugar a futbol. El 2019 va guanyar el premi de teatre Frederic Roda.